# Якимович Богдан Зіновійович

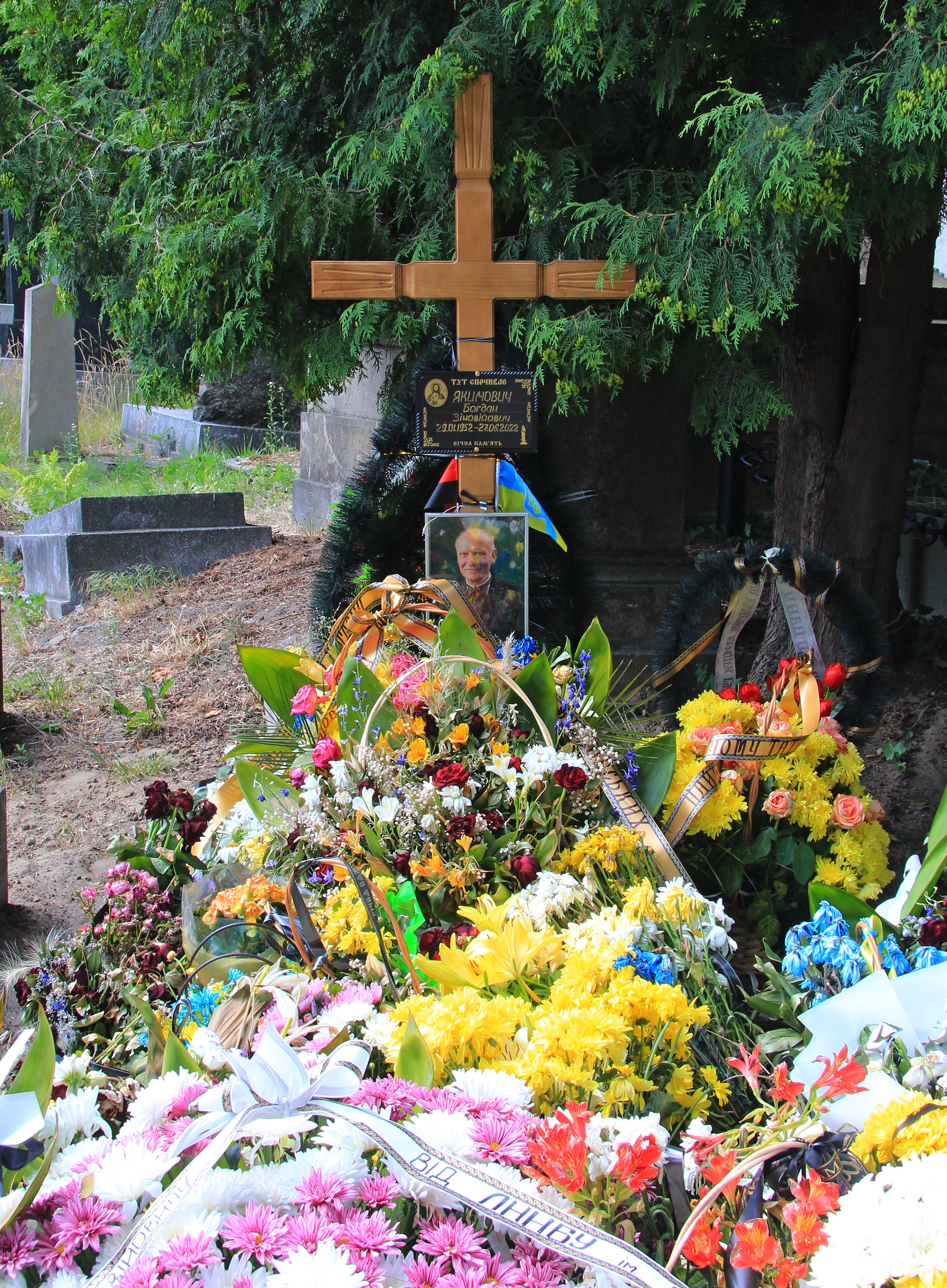
Могила Богдана Якимовича на 51 полі Личаківського цвинтаря

Богда́н Зінові́йович Якимо́вич (29 січня 1952, с. Серафинці, Городенківський район, Івано-Франківська область — 27 червня 2022, Львів) — український вчений-історик, доктор історичних наук, професор кафедри історичного краєзнавства Львівського національного університету імені Івана Франка. 
Сфера наукових інтересів: франкознавство, військова і воєнна історія, вексилологія, лексикографія.
Заслужений працівник культури України.

## Біографія
Закінчив Львівський політехнічний інститут у 1974 році за спеціальністю промислове та цивільне будівництво.
Працював інженером-конструктором ЛАЗ, на комсомольській роботі. У 1982—1986 році начальник житлово-експлуатаційного об'єднання Ленінського (нині Галицького) району міста Львова. З 1985 році — в заочній аспірантурі Інституту суспільних наук АН УРСР (тепер Інститут українознавства імені І. Крип'якевича НАН України. Керівник Ярослав Ісаєвич.
З 1986—1998 році — старший інженер, молодший науковий співробітник, науковий співробітник, старший науковий співробітник Інституту українознавства імені Івана Крип'якевича НАН України. У 1996 році здобув вчене звання старший науковий співробітник, у 1999 році — доцент.
У 1994 році захистив кандидатську дисертацію на тему: «Видавнича діяльність Івана Франка у 70—80 рр. 19 ст.».
У 1998—2007 роках — директор наукової бібліотеки Львівського національного університету імені Івана Франка. З його приходом активізувалася
науково-бібліографічна та видавнича діяльність бібліотеки. З ініціативи Богдана Зіновійовича розпочато випуск серійних видань «Українська біобібліографія», «Каталоги книгозбірні», «Мемуари і документи», «Дрібненька бібліотека»; науковий часопис Вісник Львівського університету серія «Книгознавство, бібліотекознавство та інформаційні технології», започатковано факсимільне перевидання низки визначних раритетів українського друку, створений меморіальний читальний зал Івана Франка з унікальним вітражем до його поеми «Мойсей».
У 2008 році успішно захистив у Національній бібліотеці України імені Володимира Вернадського докторську дисертацію на тему: «Іван Франко як книгознавець і видавець (1890-і — 1916 р.)».
У 2007—2010 роках — доцент, професор кафедри історичного краєзнавства Львівського національного університету імені Івана Франка, старший науковий співробітник Інституту українознавства імені Івана Крип'якевича НАН України, старший науковий співробітник Академії сухопутних військ.
У лютому 2011 року йому присвоєно вчене звання професора кафедри історичного краєзнавства.
Помер 27 червня 2022 року у Львові, похований на Личаківському цвинтарі (полі № 51).

## Громадська, громадсько-наукова та редакційна робота
- Президент наукової фундації Андрія Чайковського.
- Співголова Шашкевичівської комісії у Львові.
- Голова Львівського відділення Всеукраїнського товариства «Україна-Світ».
- Головний редактор і упорядник близько 40 книжкових видань.
- Член Українського геральдичного товариства.
- Заступник голови експертної комісії Львівської міської ради з упорядкування назв вулиць і площ м. Львова.
- Співорганізатор Народного руху.

## Основні праці
- Якимович Б. З. Книга, просвіта, нація. — Львів: Інститут українознавства імені І. Крип'якевича НАН України, «Просвіта», 1996. — 308 с.
- Якимович Б. З. Збройні сили України. Нарис історії. — Львів: Інститут українознавства імені І. Крип'якевича НАН України, 1996. — 360 с.
- Богдан Якимович Іван Франко — видавець: книгознавчі та джерелознавчі аспект. — Львів: Видавничий центр ЛНУ імені І. Франка, 2006. — 691 с.
- Якимович Б. З. Андрій Чайковський. Спогади. Листи. Дослідження: У 3-х томах / Автор ідеї, головний упорядник і редактор — Б. З. Якимович // Львів: ЛНУ імені І. Франка, 2002.
- Російсько-український словник для військовиків (співавтори Б. Якимович, А. Бурячок та М. Демський). — К.: Варта, 1995.
- Хто є хто на Львівщині. — Львів, 2003.
- Богдан Якимович: Біобібліографічний покажчик / ред.: Т. Лучук; Львівський національний університет імені Івана Франка. Наукова бібліотека. — Львів, 2002.
- Крип'якевич І. П. Історичні проходи по Львові: книжка-путівник / Іван Крип'якевич; упоряд. тексту, опрац. та прим. Б. Якимовича. — Львів: Апріорі, 2007.
- Якимович Б. З. Україна: культурна спадщина, національна свідомість, державність. Scripta manent: Ювілейний збірник на пошану Богдана Якимовича / Інститут українознавства імені І. Крип'якевича НАН України. — Львів, 2012. — Вип. 21.
- Якимович Б. З. Україна та українці: події далекі та близькі. Вибрані праці. / Львівський національний університет імені Івана Франка, Інститут українознавства імені І. Крип'якевича НАН України, Національна академія сухопутних військ імені гетьмана Петра Сагайдачного; Науковий центр, Львівське обласне відділення Товариства зв'язків з українцями за межами України, наукова фундація Андрія Чайковського. — Львів, 2014. — 1086 с.[3]
- Якимович Б. З., Мацевко Т. М., Гапеєва О. Л., Кисіль В. В., Стадник В. В., Гозуватенко Г. О., Федак Г. О. Патріотичне виховання: Теорія та практика реалізації у Збройних Силах України: Монографія / За ред. доктора історичних наук, професора П. П. Ткачука. — Львів: АСВ, 2012. — 291 с. — ISBN 978-966-2699-16-6.
- Якимович Б. З. Українська військова та воєнна історія: зб. наук. пр. / Богдан Якимович; авт. ідеї, голов. упоряд. і наук. ред. П. Ткачук. — Львів: Національна академія сухопутних військ імені гетьмана Петра Сагайдачного, 2015.

## Нагороди
- Пам'ятна відзнака «Юрій Дрогобич» (на 500-ту річницю з дня виходу в світ першої друкованої книги українського автора, 1983)[4].

За визначні наукові здобутки та професійні досягнення Богдана Якимовича було нагороджено численними державними нагородами, серед нагород відомого вченого:
- настільна медаль першого Міністра оборони України генерал-полковника Костянтина Морозова (1992);
- нагрудний знак «Знак пошани» Міністра оборони України (2021);
- відзнака «Слава Україні» (до 30-річчя Спілки офіцерів України) (2021);
- ювілейна медаль — Знак народної пошани «30 років незалежності України» всеукраїнських громадських організацій (2021) та ін.

За наукову працю у 2001 році отримав Почесну грамоту Президії НАН України і ЦК профспілки НАН України.